# Tesla Dojo

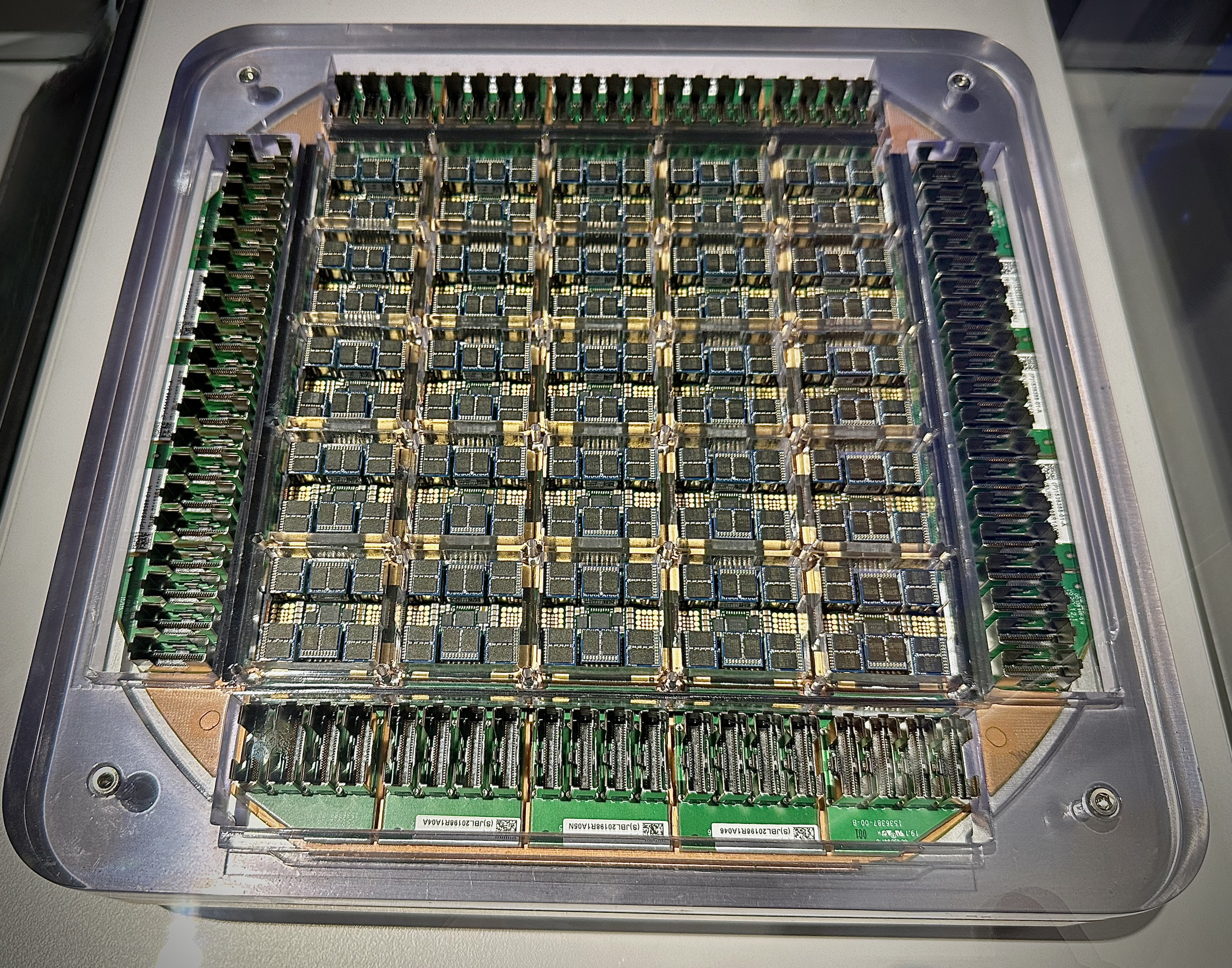
„Training Tile“ des Tesla Dojo

Tesla-Dojo-Architektur

Mikroarchitektur eines Knotens beim D1-Chip

Tesla Dojo war ein Supercomputer, entworfen und gebaut von dem US-amerikanischen Unternehmen Tesla.
Der im Juli 2023 aufgebaute Dojo sollte das Maschinelle Lernen und das Trainieren der Neuronalen Netze bei Teslas Fahrerassistenzsystem Full Self-Driving (FSD) verbessern. Das Ziel von Dojo war es, die Millionen von Terabyte an Videodaten, die aus den realen Fahrsituationen von den fast fünf Millionen Tesla-Autos stammen und die deren Kameras ständig erfassen, effizient zu verarbeiten. Der von Tesla selbstentworfene D1-Chip im Dojo ist redundant, eine der Voraussetzungen für das Autonome Fahren. Laut eigener Aussage von Tesla sollte Dojo bis Ende 2024 die weltweit größte Rechenleistung besitzen.
Nach Ganesh Venkataramanan, Teslas leitender Direktor für ihre Autopilot-Hardware, sollte Dojo mehr als ein Exaflop (eine Million Teraflops bzw. eine Trillion Berechnungen pro Sekunde) an Rechenleistung besitzen. Bis Ende 2024 waren 100 Exaflops geplant.
Dojo verwendete die Open-Source-Software-Bibliothek PyTorch für maschinelles Lernen in Python.
Im August 2025 gab Tesla die Einstellung des Projektes bekannt. Das Unternehmen will künftig stattdessen auf Zulieferer wie Nvidia, Advanced Micro Devices oder Samsung setzen. Mitarbeiter in Schlüsselpositionen, wie beispielsweise der Teamleiter Peter Bannon, verließen das Unternehmen.